# Aboukir
Pour les articles homonymes, voir Aboukir (homonymie).
Aboukir (en arabe أبو قير) est une ville de la côte méditerranéenne de l'Égypte, situé à vingt-trois kilomètres au nord-est d'Alexandrie. Dans cette ville se trouve un château que Méhémet Ali a transformé en prison d'État.

## Toponymie
Son nom (de l'arabe « Abū Qīr », littéralement « Père Cyr ») provient du fait qu'il a abrité les reliques de saint Cyr d'Alexandrie, médecin chrétien, persécuté sous Dioclétien parce qu'il se servait de sa profession pour faire connaître le Christ, et chercha refuge non loin de là (à Canope), où il fut arrêté et martyrisé en l'an 311.

## Antiquité
Près du village subsistent de nombreux vestiges de bâtiments antiques, égyptiens, grecs et romains. On suppose que les ruines situées à environ trois kilomètres au sud-est du village sont celles de la cité de Canope. Un peu plus à l'est, le bras canopique du Nil (aujourd'hui à sec) se jetait dans la Méditerranée.
La prospection géophysique et les fouilles sous-marines menées dans la baie d'Aboukir sous la direction de l'archéologue français Franck Goddio à partir de 1998 ont conduit à la découverte, en 2000, de l'antique cité de Thônis-Héracléion, principale ville portuaire de l'Égypte jusqu'à la fondation d'Alexandrie et centre religieux important.

## Batailles d'Aboukir
La vaste baie d'Aboukir (Khalīj Abū Qīr) s'étend à l'est jusqu'à l'embouchure du Nil de Rosette. C'est là que le 1er août 1798, l'Amiral Nelson, commandant la flotte britannique de Méditerranée, livra à la flotte française la bataille d'Aboukir, aussi appelée bataille du Nil. Elle se solda par la victoire de la Royal Navy.

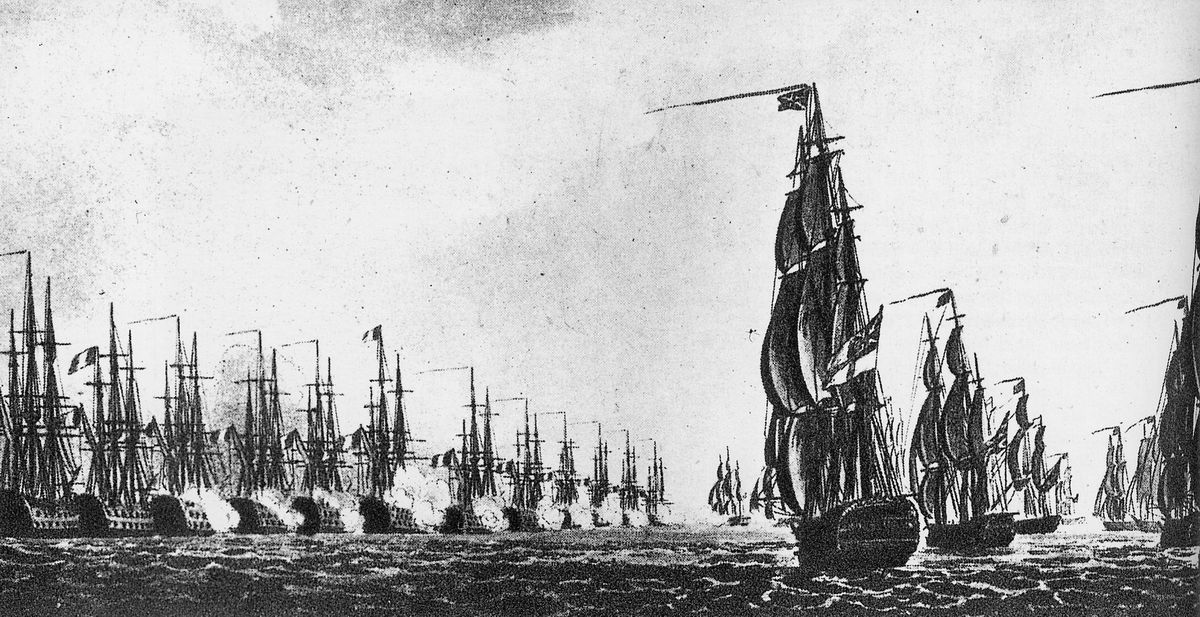
La bataille d'Aboukir vue par Thomas Whitcombe (1760-1824).
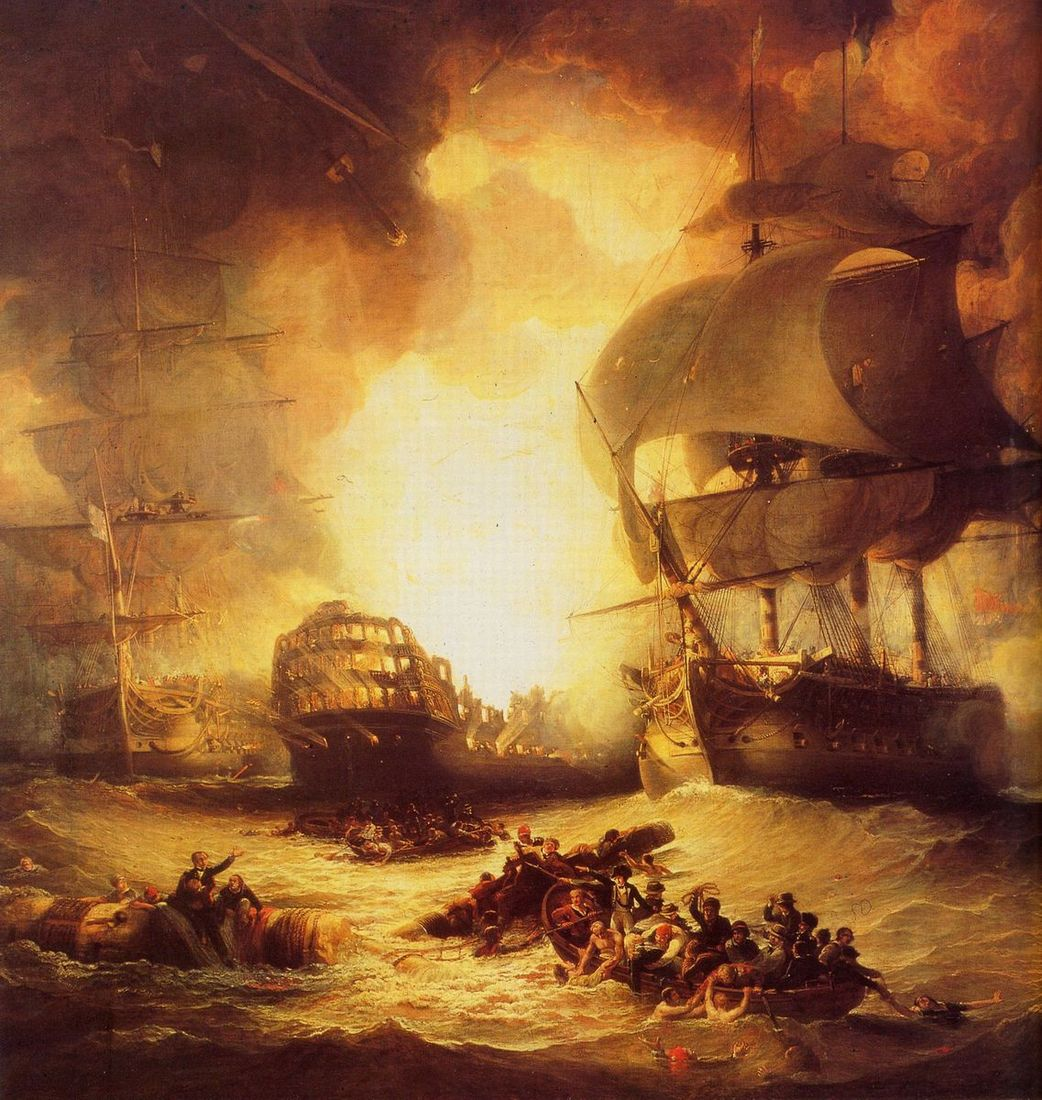
L'explosion du navire amiral français l'Orient, peint par George Arnald (1763-1841).

On parle également de la bataille d'Aboukir pour l'engagement entre l'armée expéditionnaire française, victorieuse, et les janissaires turcs qui a eu lieu le 25 juillet 1799.
Près d'Aboukir, le 8 mars 1801, l'armée britannique commandée par Ralph Abercromby débarqua et enleva la ville aux Français malgré leur résistance acharnée, c'est la troisième bataille d'Aboukir.